# Apple Vision Pro
El Apple Vision Pro es un dispositivo de realidad mixta diseñado, desarrollado y comercializado por Apple Inc. Fue anunciado el 5 de junio de 2023, en la WWDC de 2023, y está disponible para su compra desde el 2 de febrero de 2024. El dispositivo es el primer modelo en la línea de productos Apple Vision de la compañía, la primera línea de nuevos productos de consumo de la compañía desde el Apple Watch en 2015.
Apple ha descrito el producto como una «computadora espacial», donde los medios digitales se integran con el mundo real y se pueden utilizar entradas físicas, como gestos, para interactuar con el sistema. El Vision Pro se puede utilizar con un adaptador de corriente o una batería separada.

## Historia

### Desarrollo
En mayo de 2015, Apple adquirió la compañía alemana de realidad aumentada (RA) Metaio. La compañía tenía la intención de utilizar la tecnología de Metaio en su proyecto de automóvil eléctrico, con el nombre en clave «Project Titan». Ese año, Apple contrató a Mike Rockwell de Dolby Laboratories. Rockwell formó un equipo que incluía al cofundador de Metaio, Peter Meier, y al gerente del Apple Watch, Fletcher Rothkopf. El equipo, llamado Technology Development Group, desarrolló una demostración de RA en 2016, pero se enfrentó a la oposición del entonces director de diseño principal, Jony Ive, y su equipo. En abril de 2017, se contrató a Jeff Norris, experto en realidad aumentada y realidad virtual (RV) y antiguo especialista de la NASA. El equipo de Rockwell ayudó a lanzar ARKit en 2017 con iOS 11. Según The Information, el equipo de Rockwell buscaba crear un dispositivo y trabajó con el equipo de Ive; la decisión de revelar los ojos del usuario a través de una pantalla frontal fue bien recibida por el equipo de diseño industrial. El desarrollo del dispositivo experimentó un período de incertidumbre con la partida de Ive en 2019. Su sucesora, Evans Hankey, abandonó la compañía en 2023. Geoff Stahl, gerente principal de ingeniería, que informa a Rockwell, lideró el desarrollo del sistema operativo visionOS, después de haber trabajado anteriormente en juegos y tecnología gráfica en Apple.

### Presentación y lanzamiento
La información sobre un dispositivo, entonces rumoreado como Reality Pro, comenzó a surgir en 2022. En mayo de 2022, Bloomberg News informó que los ejecutivos de Apple tuvieron un adelanto del dispositivo, incluido el CEO Tim Cook. La compañía comenzó a reclutar directores para desarrollar contenido para el dispositivo en junio. Uno de esos directores, Jon Favreau, fue contratado para dar vida a los dinosaurios en su programa de Apple TV+ llamado Prehistoric Planet. El reportero de Bloomberg, Mark Gurman, escribió en enero de 2023 que los planes para un dispositivo de RA se habían pospuesto. Gurman compartió más información sobre el dispositivo en abril y señaló que Apple estaba tratando de atraer a desarrolladores para crear software y servicios. Según Apple, la compañía presentó más de 5000 patentes de tecnologías que contribuyeron al desarrollo de Vision Pro. El Apple Vision Pro fue anunciado en la Conferencia Mundial de Desarrolladores el 5 de junio de 2023. Está disponible desde principios del 2024 por $3499 estadounidenses. Se enviaron inicialmente aproximadamente 1 000 000 de unidades.

## Especificaciones

### Hardware
El Apple Vision Pro tiene una pantalla frontal de vidrio laminado, un marco de aluminio cubierto por un cojín flexible y una banda para la cabeza ajustable. El marco contiene cinco sensores, seis micrófonos y 12 cámaras. El usuario verá a través de las lentes dos pantallas micro-OLED con un total de 23 megapíxeles, cada una del tamaño de un sello postal. Los ojos son rastreados por un sistema de LEDs y cámaras infrarrojas, que forman la base del escáner de iris del dispositivo llamado Optic ID (utilizado para la autenticación, al igual que el Face ID del iPhone). Se admiten insertos ópticos personalizados para personas con gafas recetadas; estas lentes se conectarán magnéticamente a la lente principal y se desarrollan en asociación con Zeiss. El altavoz del dispositivo está dentro de la banda para la cabeza y se coloca directamente sobre los oídos del usuario y puede generar sonido envolvente.
El Apple Vision Pro utiliza el procesador Apple M2 y un nuevo procesador Apple R1 hecho específicamente para el dispositivo para el procesamiento de entrada de los sensores, que se enfriará mediante un ventilador suave. Una batería de paquete hecha a medida conectada al dispositivo a través de un cable permitirá un tiempo de funcionamiento del dispositivo de 2 horas. Alternativamente, el dispositivo se puede conectar a una fuente de alimentación externa.

### Software
El Apple Vision Pro utiliza visionOS, que tiene una interfaz tridimensional que Apple llama computación espacial. El modo predeterminado del dispositivo es la realidad aumentada, donde las aplicaciones y los medios virtuales parecen flotar en el entorno del mundo real del usuario. Una corona en la parte superior del dispositivo puede ajustar la cantidad de fondo virtual que ocupa el campo de visión del usuario, hasta lograr una inmersión virtual completa (también conocida como realidad virtual). Vision Pro tiene una pantalla orientada hacia afuera llamada EyeSight, que muestra una reproducción de los ojos del usuario y refleja el grado en el que el usuario está inmerso. Sus ojos aparecen atenuados cuando están en realidad aumentada y oscurecidos cuando están en realidad virtual completa, para indicar a los demás la conciencia del entorno del usuario. Cuando alguien se acerca o entabla una conversación, EyeSight muestra los ojos del usuario normalmente, incluso en realidad virtual completa, y la otra persona es visible para el usuario.
La interfaz se navega con los ojos y los dedos, reconocidos por una serie de sensores. Por ejemplo, el usuario puede hacer clic en un elemento mirándolo y pellizcar dos dedos juntos, mover el elemento moviendo los dedos pellizcados o desplazarse deslizando la muñeca. También se admiten los controladores de juegos. visionOS admite la dictación y un teclado virtual para ingresar texto, y el asistente virtual Siri está disponible para comandos hablados.

### Aplicaciones
Según la imagen de la pantalla de inicio en el folleto de Apple, el Apple Vision Pro tendrá preinstaladas aplicaciones como Apple TV, Music, Mindfulness, Freeform, Safari, Photos, Notes, App Store, Mail, Messages, Keynote y más.
El Apple Vision Pro se lanzará con más de 100 juegos de Apple Arcade, incluido NBA 2K23 (2022). Disney+ estará disponible en el lanzamiento. Además, varias aplicaciones de la suite de Microsoft Office, como Microsoft Word, Microsoft Excel y Microsoft Teams, así como Zoom, Cisco Webex y Adobe Lightroom, estarán disponibles. Apple ha prometido soporte nativo para aplicaciones Unity.